# Boccone amaro
Boccone amaro è  un singolo del rapper italiano Irbis, in collaborazione con il cantautore italiano Frah Quintale, pubblicato il 28 marzo 2025 come primo estratto dall'album in studio I4*.

## Video musicale
Il video musicale, diretto da Davide Masciandaro, è stato pubblicato in concomitanza all'uscita del brano attraverso il canale YouTube del rapper.

## Tracce
Testi di Martino Consigli e Francesco Servidei, musiche di Martino Consigli, Alexandros Centonze ed Enrico Dadone.
1. Boccone amaro (feat. Frah Quintale) – 3:09